# Betulia (Antioquia)

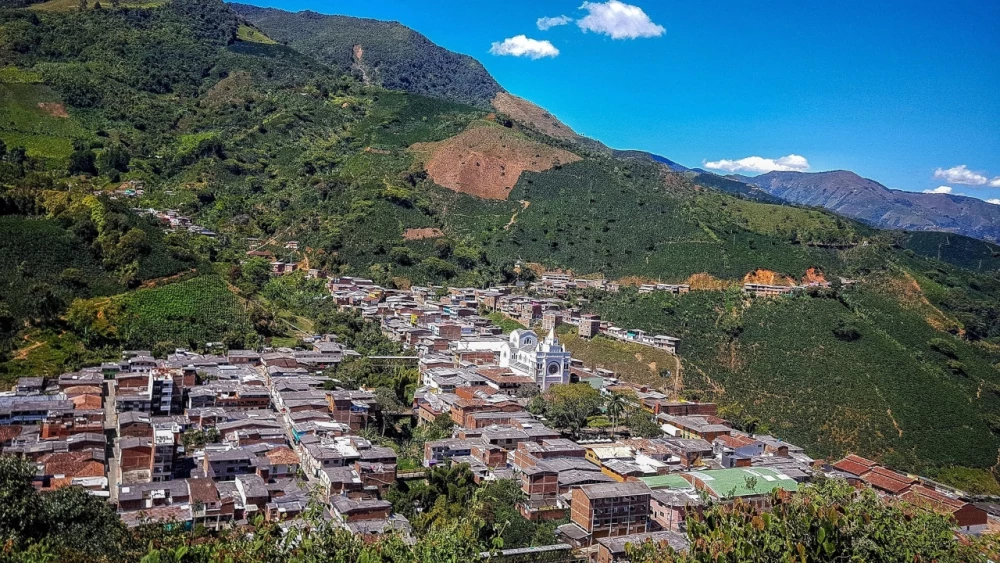

Betulia es un municipio de Colombia localizado en la subregión suroeste del departamento de Antioquia. Limita por el norte con los municipios de Urrao y Anzá, por el este con el municipio de Armenia, por el sur con los municipios de Concordia y Salgar, y por el oeste con el municipio de Urrao. Su cabecera dista 131 km de la ciudad de Medellín, capital del departamento de Antioquia, posee una extensión de 252 km² y una altitud de 1600 m s. n. m.

## Historia
Fundado por Juan Bautista, Manuel María y José María Mesa Ruiz en el año 1848.
En la parte central y algo distante a las tres fuentes de agua del lugar, se trazó y construyó el espacio central de este distrito, a partir del cual comenzó a configurarse una mayor trama urbana, y a desarrollarse un mejor crecimiento del pueblo, con edificaciones como la de la Iglesia Principal. El Parque, para ese entonces, 1884, era un terreno de "mangas" o pastos, en la cual predominaban grandes árboles. Este Parque fue dotado con bancas para posibilitar el descanso y la recreación de los ciudadanos. Servía además para que la gente del campo llegara con sus productos para venderlos a la gente del pueblo.
Otro sitio donde se originaron viviendas fue la Calle Nariño, principal vía del distrito.

## Toponimia
El origen del nombre “Betulia” es sin duda bíblico, y se le otorgó a la región en el año de 1872. Con anterioridad a esta denominación al lugar se le había llamado “San Mateo”.

## Generalidades
- Fundación, 27 de septiembre de 1848
- Erección en municipio: Decreto de 28 de enero de 1884
- Fundadores: Juan Bautista, Manuel María y José María Mesa Ruiz
- Apelativos: Pueblo de Parceleros y Amigo de la Ecología.

El municipio está bañado por tres vertientes hídricas : la quebrada Buenavista que recorre todo el caso urbano, la quebrada Quebradona, que tiene como afluente precisamente a la quebrada Buenavista, y por la quebrada San Mateo en su desembocadura en el río Cauca.

## División Político-Administrativa
Además de su Cabecera municipal. Betulia tiene bajo su jurisdicción los siguientes corregimientos (de acuerdo a la Gerencia departamental):
- Altamira
- Cangrejo
- Luciano Restrepo

## Demografía
Población Total: 15 607 hab . (2018)
- Población Urbana: 4 274
- Población Rural: 11 333

Alfabetismo: 76.5% (2005)
- Zona urbana: 79.5%
- Zona rural: 75.2%

### Etnografía
Según las cifras presentadas por el DANE del censo 2005, la composición etnográfica del municipio es: 
- Mestizos & Blancos (97,2%)
- Afrocolombianos (2,6%)
- indígenas (0,2%)

## Economía
La economía se expresa en la agricultura, especialmente la del café, la caña, el mango y el plátano.
También hay explotación de ganado, especialmente vacuno, al igual que actividades productivas de pesca y minería.

## Himno de Betulia
1.ª estrofa
Entre cerros quebradas y montañas
Este bello terruño se levanta
Bajo el orbe azul que resplandece
Con orgullo a Betulia se le canta
Oh hermoso jirón antioqueño
Rinconcito de Bastos horizontes
En tus campos de tierra muy fértil
Hoy florece una vida ejemplar
CORO
Por Betulia unidos cantemos
A mi patria y a mi lindo hogar
Este himno de júbilo y gloria
A ti pueblo remanso de paz.
2ª estrofa
Gente noble y muy emprendedora
Hombres fuertes que luchan incansables
Campesinos sedientos de progreso
Van regando semillas que florecen
En su extenso paisaje natural
Van creciendo los verdes cafetales
Es el fruto de nuestra riqueza
Los labriegos trabajan con afán
CORO
3ª estrofa
La herradura el hacha y el cesto
Huellas claras de aquellos los ancestros
Que entre anhelos y grandes optimismos
Van labrando un futuro con esfuerzos
Ante Dios creador de los hombres
Es el ser que nos cuida y fortalece
Inundados de fe y confianza
Más queremos al pueblo natal.

## Fiestas en Betulia
- Fiestas de Nuestra Señora del Carmen, usualmente el 16 de julio
- Fiestas Patronales de la Inmaculada Concepción el 8 de diciembre
- Tradicionales Fiestas de la Cosecha, usualmente el segundo día festivo del mes de Noviembre